# Jura (Mađarska)
Đer, Đura, Vjura, Javorina također Đur (mađarski: Győr) šesti je po veličini grad u Mađarskoj. Nalazi se na zapadu države i prema podacima iz 2008. godine grad ima 127.594 stanovnika. Grad je udaljen 125 kilometara zapadno od Budimpešte i jugoistočno od Beča.

## Gradovi partneri
|  | Erfurt, Njemačka, od 1971.       |
|  | Kuopio, Finska, od 1978.         |
|  | Sindelfingen, Njemačka, od 1989. |
|  | Colmar, Francuska, od 1993.      |
|  | Brașov, Rumunjska, od 1993.      |
|  | Nazareth-Illit, Izrael, od 1993. |
|  | Wuhan, Kina, od 1994.            |
|  | Stuhr, Njemačka                  |
|  | Poznanj, Poljska, od 2008.       |
|  | Ingolstadt, Njemačka, od 2008.   |
|  | Pforzheim, Njemačka              |

## Galerija
- Glavni trg iz zraka
- Gradska katolička katedrala
- Detalj iz gradske jezgre
- Karmelitska crkva i Spomenik sv. Ištvanu
- Gradski park do Mosona

## Vanjske poveznice
- Službena stranica